# Cyatholaimus prinzi
Cyatholaimus prinzi är en rundmaskart som först beskrevs av Marion 1870.  Cyatholaimus prinzi ingår i släktet Cyatholaimus och familjen Cyatholaimidae. Inga underarter finns listade i Catalogue of Life.